# Мэй Гилл, Сью
Сью Мэй Гэйли Уэскотт Гилл (12 января 1887 — 14 января 1989) — американская художница.

## Биография
Сью Мэй Гилл родилась в 1887 году. Была вторым ребёнком в семье. Училась в Чикагском институте искусств, Пенсильванской академии изящных искусств и Академии Коларосси. В 1908 году вышла замуж за врача Орвилла Д. Уэскотта. В 1915 году у них родилась дочь. Их брак закончился разводом и в 1928 году она вышла замуж за художника Пола Гилла. В 1930 году состоялась первая крупная выставка художницы. В 1931 году стала членом Филадельфийской десятки и Национальной ассоциации женщин-художников, также была членом Plastic Club. С 1934 по 1935 год была председателем Филадельфийской десятки.
Сью Мэй Гилл стала известна как портретистка, но она также писала натюрморты и пейзажи. Работы художницы хранятся в Художественном музее Вудмер, Музее искусств Аллентауна и др.
Сью Мэй Гилл умерла в 1989 году.